# Tomás Sangio
Tomás Sangio Alcalde (25 maggio 1942) è un ex cestista peruviano.
È il fratello di Antonio Sangio.

## Carriera
Con il Perù ha disputato le Olimpiadi del 1964 e due edizioni dei Campionati mondiali (1963, 1967).